# ایالات متحده آمریکا در المپیک تابستانی ۱۸۹۶
ایالات متحده آمریکا در بازی‌های المپیک تابستانی ۱۸۹۶ که در آتن یونان برگزار شد، با ۱۴ ورزشکار که همگی مرد بودند در ۳ رشته ورزشی شرکت نمود و موفق به کسب ۲۰ مدال (۱۱ مدال طلا، ۷ مدال نقره، ۲ مدال برنز) شد که در رتبه ۱ مسابقات قرار گرفت.